# Маядык
Маядык (баш. Миәҙәк) — село в Дюртюлинском районе Республики Башкортостан Российской Федерации. Административный центр Маядыковского сельсовета.

## География

### Географическое положение
Расстояние до:
- районного центра (Дюртюли): 15 км,
- ближайшей ж/д станции (Янаул): 115 км.

## Население
| 2002 | 2009 | 2010 |
| ---- | ---- | ---- |
| 570  | ↗600 | ↗602 |

Согласно переписи 2002 года, преобладающая национальность — марийцы (95 %).